# Thierry Tuborg
Thierry Tuborg (Thierry La Barthe pour l'état civil) est un écrivain français né à Paris le 23 mai 1961. Il a vécu à Montpellier de 1994 à 2019, avant de se poser définitivement dans le bordelais. Il est le petit-fils du détective-écrivain Ashelbé (Henri La Barthe, auteur de Pépé le Moko et Dédée d'Anvers).
S'il est né dans la capitale française, il passe toute son enfance à Bordeaux. Il y traverse une adolescence mouvementée (qu'il relate dans ses Premières Gymnopédies, éditions Le Cercle Séborrhéique, 2007), adolescence qui le conduira de la fugue à l'incarcération en Allemagne à l'âge de seize ans, en passant par l'émancipation administrative.
Il est donc écroué durant deux mois dans un pays dont il ne parle pas la langue, puis, de nouveau libre, il regagne Bordeaux et crée son groupe de punk rock, Stalag, dont il sera le chanteur et l'auteur jusqu'en 1982, année de la dissolution du groupe après de nombreux concerts et un 45-Tours devenu aujourd'hui collector, Date Limite de Vente.
Il se met alors sérieusement à l'écriture de romans, tout en enchaînant divers petits boulots (manœuvre, serveur, vendeur de glaces, enquêteur d'opinion, reprographe, opérateur de saisie, employé de bureau, standardiste) dans diverses villes (Toulouse, Paris, Perpignan, Narbonne, Montpellier), et pour des salaires de misère.
Ses premiers romans, qu'il propose aux éditeurs traditionnels sans grand succès si ce n'est quelques vagues encouragements, teintés d'un romantisme assez candide, cèderont la place dans les années 2000 à une plume plus noire, avec L'Affaire Sotomayor, publié aux éditions du Serpent à Plumes en 2005.
Il met sur pied dans la foulée sa propre petite structure éditoriale, les éditions Le Cercle Séborrhéique (devenues depuis les éditions Relatives), et distribue directement tous ses romans via son site Internet. Les portes du milieu germanopratin lui seront définitivement fermées lorsqu'il publiera sur ce même site toutes les réponses parfois cocasses que les éditeurs lui avaient adressées à ses débuts.
Ses influences vont de Boris Vian à Jean-Paul Dubois, en passant par les premiers Philippe Djian (la période des éditions Bernard Barrault). Ses romans noirs mettent toujours en scène des personnages principaux un peu losers qui peuvent parfois lui ressembler, et qui évoluent souvent dans le milieu du rock. Il a d'ailleurs repris le micro de 2004 à 2008 avec le groupe montpelliérain Stalingrad (album Loseland sorti en février 2007 chez Julie Records).
En 2012, on lui décerne le Prix du Livre de La Grande-Motte, pour Procès d'une fleur de nuit noire, mais l'ouvrage, publié pour l'occasion chez un petit éditeur local vacillant, est une somme d'erreurs d'édition qui le rendent invendable.
Le karma.
Il rédige depuis 1995 son journal intime, qu'il intitule Journal Perso, et qu'il a publié en direct sur son site jusqu'au 26 décembre 2015, date à laquelle il interrompt brutalement cette diffusion quotidienne en ligne pour la remplacer par des recueils annuels "papier" jusqu'en 2019, année à partir de laquelle le Journal Perso sera partie intégrante de ses romans.

## Contributions
- L'Honneur du chômeur, sous la direction de Claire Gallois, éditions Denoël, 1998
- Explosions textiles, mon premier T-shirt de groupe, sous la direction de Nasty Samy, coédition Kicking Books / Every Day is like Sunday Éditions, 2014
- Parce que ça nous plaît, 20 nouvelles électriques autour d'OTH, sous la direction de Jean-Noël Levavasseur, Kicking Books, 2019
- Préface pour la réédition du roman Pépé le Moko de Détective Ashelbé (Henri La Barthe), Les Éditions Relatives, 2021